# Antonio Gómez del Moral
Antonio Gómez del Moral   (Cabra, 15 de novembre de 1939 - Sevilla, 14 de juliol de 2021) va ser un ciclista espanyol que fou professional entre 1960 i 1972, aconseguint 48 victòries. Considerat el millor ciclista andalús de tots els temps, el 1962 fou el primer ciclista espanyol en guanyar el Tour de l'Avenir. El 1965 aconseguí la victòria final a la Volta a Catalunya. En el seu palmarès també destaquen dues etapes a la Volta a Espanya, una al Giro d'Itàlia, on va arribar a dur el mallot rosa durant tres etapes, un Campionat d'Espanya i un altre de muntanya.
Era germà del també ciclista José Gómez del Moral.

## Palmarès
- 1960
  - Vencedor d'una etapa a la Volta a Espanya
  - Vencedor d'una etapa a la Volta a Portugal
  - Vencedor de 2 etapes a la Volta a Catalunya
  - Vencedor de 2 etapes a la Volta a Llevant
  - 1r del Gran Premi de la Muntanya de la Volta a Andalusia
- 1961
  - Vencedor d'una etapa a la Volta a Andalusia i 1r del Gran Premi de la Muntanya
  - Vencedor d'una etapa a la Volta a Llevant
- 1962
  - 1r del Tour de l'Avenir i vencedor d'una etapa
  - Vencedor d'una etapa a la Volta a Espanya
- 1964
  - 1r a la Volta a Llevant
  - 1r a Cabra
  - Vencedor d'una etapa a la Volta a Catalunya
  - Vencedor d'una etapa a la Volta a Portugal
- 1965
  -  Campió d'Espanya en ruta
  -  1r a la Volta a Catalunya i vencedor d'una etapa
  - 1r del Trofeu de Mallorca
  - 1r de la Volta a Reigada
  - 1r al Circuit de Getxo
  - Vencedor d'una etapa de la Bicicleta Eibarresa
- 1966
  - 1r de la Volta a la Rioja, vencedor d'una etapa i 1r del Gran Premi de la Muntanya
  - 1r al Circuit de Getxo
  - 1r del Trofeu Jaumendreu (etapa de la Setmana Catalana)
  - 1r a la Clàssica d'Ordizia
  - 1r al Gran Premi de Primavera
  - 1r del Campionat de Barcelona (etapa de la Setmana Catalana)
  - Vencedor d'una etapa a la Volta a Espanya
- 1967
  -  Campió d'Espanya de muntanya
  - 1r al Gran Premi de Primavera
  - 1r del Gran Premi San Lorenzo
  - 1r a Osca
  - Vencedor d'una etapa a la Volta a Catalunya
  - Vencedor d'una etapa al Giro d'Itàlia
- 1969
  - 1r a la Volta a Andalusia i vencedor d'una etapa
  - 1r del Gran Premi Muñecas de Famosa a Onil i vencedor de 2 etapes
  - Vencedor d'una etapa a la Vuelta a los Valles Mineros
  - Vencedor d'una etapa a la Volta a Espanya
- 1970
  - 1r al Gran Premi Navarra
- 1971
  - Vencedor d'una etapa a la Volta a Astúries

### Resultats a la Volta a Espanya
- 1960. Abandona. Vencedor d'una etapa
- 1961. 5è de la classificació general
- 1962. 18è de la classificació general. Vencedor d'una etapa
- 1963. 8è de la classificació general
- 1965. 9è de la classificació general
- 1966. 7è de la classificació general. Vencedor d'una etapa
- 1967. 19è de la classificació general
- 1968. 7è de la classificació general
- 1969. Abandona. Vencedor d'una etapa
- 1970. 23è de la classificació general
- 1971. 21è de la classificació general
- 1972. 30è de la classificació general

### Resultats al Tour de França
- 1963. 29è de la classificació general
- 1965. Abandona (9a etapa)
- 1966. 11è de la classificació general
- 1968. 11è de la classificació general
- 1969. Abandona (7a etapa)

### Resultats al Giro d'Itàlia
- 1964. 20è de la classificació general
- 1967. 13è de la classificació general. Vencedor d'una etapa